# 番禺莲花卡
番禺蓮花卡由番禺市公共汽車有限公司首發於1997年6月23日，用於旗下公共汽車扣費，至今發行超過40萬張。番禺市（現番禺區）是繼深圳市後，中國大陸第二個使用非接觸式IC卡儲值車票的地區。
随着时代发展，由于该卡只可用于番禺公汽公司所属的公交车线路（俗称“绿白车”），应用范围窄，对番禺市民出行越来越不方便。由于番禺公汽曾开始兼容“羊城通”，众多市民开始改用羊城通，该卡亦逐渐退出舞台。

## 概況
- 每張售70元（含工本費20元及車資50元）[2]。
- 可在南郊充值点（桥南街南郊市场对面的SMART便利店）和交通大厦，以及北城公交总站、祈福新村总站、旧水坑总站等巴士總站充值[3]。
- 車費2元路綫優惠人民幣5角，車費3元路綫則優惠一元。

## 兼容
2003年，番禺公汽公司的1路、13路、15路三條路綫開始可使用羊城通。
2006年11月10日起番禺公汽公司全部路线兼容羊城通，因廣州市財政沒有補貼番禺公汽公司，當時使用羊城通乘搭番禺公汽公司的巴士沒有車費優惠。
2013年1月1日起，番禺區巴士路线正式执行与市中心区统一的公交票价优惠政策，市民持羊城通卡在一个月内乘搭巴士或地铁累计达到15次后，从第16次开始可享6折优惠。

## 退出舞台
2016年11月1日起，羊城通公司与番禺公汽公司联合推出“番禺卡”可免费置换“羊城通”的活动。
2018年1月1日起，停止番禺卡充值服务，卡内余额可继续使用。
2018年4月1日起，停止番禺卡刷卡服务，更新羊城通新设备。
2018年7月1日前，可在交通大厦、市桥汽车站、华侨城总站、北城公交总站四个充值点，办理置换羊城通卡（卡内余额转入新办理的羊城通卡）或退余额的业务。